# 88-ма розвідувально-диверсійна бригада «Еспаньйола»
88-ма розвідувально-диверсійна бригада «Еспаньйола», також ПВК «Еспаньйола» або батальйон «Еспаньйола» (рос. 88-я разведывательно-диверсионная бригада «Эспаньола») – російський добровольчий підрозділ, що складається переважно з футбольних фанатів та бере участь у вторгненні в Україну. Починаючи з 2023 року комплектування бригади відбувається за системою «Редут».

## Історія
Майбутній засновник «Еспаньйоли», представник фанатського руху ЦСКА, Станіслав Орлов, прибув на окуповану частину Донбасу ще у 2014 році, долучившись до бойовиків бригади Безлера. У складі бригади, Орлов організував розвідувальну роту «Череп и кости» та став її командиром. Після початку повномасштабного російського вторгнення, навесні 2022, на основі розвідроти був створений батальйон «Еспаньйола», який увійшов до складу 114 мотострілецької бригади (колишній батальйон «Восток»). Назву батальйону пов'язують із позивним Орлова «Іспанець». Кістяк нового формування склали вболівальники низки російських футбольних клубів: ЦСКА, «Спартак», «Локомотив», «Зеніт». «Еспаньйола» взяла участь у битві за Маріуполь. Після захоплення міста, батальйон використовував місцем дислокації маріупольський стадіон імені Володимира Бойка.
Станом на 2022 рік підрозділ російських футбольних ультрас входив до складу батальйону «Восток». 
Восени 2022 року стало відомо про перші втрати: 28 жовтня під час артилерійського обстрілу поблизу Вугледару загинув Максим «Плацкарт» Шманін та був поранений бойовик із позивним «Солдат». У березні 2023 керівництво «Еспаньйоли» заявило про вихід батальйону зі складу 114 ОМСБр, після чого формування перейшло у підпорядкування до ПВК «Редут». З 2024 року підрозділ має назву 88-ї розвідувально-диверсійної бригади «Еспаньйола».

## Склад
Станом на весну 2023, за словами Орлова, «Еспаньйола» налічувала 550 бійців, включно зі 100 операторами fpv-дронів.

### Відомі учасники формування
- Орлов Станіслав — командир бригади, позивний «Іспанець».
- Субботін В'ячеслав — начальник розвідки бригади, російський неонацист, уболівальник ЦСКА. Загинув 3 березня 2024 в Україні.[8][9]
- Турканов Михайло — боєць бригади із позивним «Пітбуль». У 2019 був оштрафований за публічну демонстрацію нацистської символіки у вигляді татуювань. У лютому 2023 нагороджений орденом мужності.[5]
- Соломатін Андрій Юрійович — колишній гравець збірної Росії з футболу. У серпні 2023 заявив про вступ до лав «Еспаньйоли», де отримав позивний «Солома».[10]

## Втрати
Із відкритих джерел відомо про деякі втрати бригади:
| п/п | Прізвище, ім'я, по-батькові                 | посада                                    | Дата смерті   | Місце смерті         |
| --- | ------------------------------------------- | ----------------------------------------- | ------------- | -------------------- |
| 1.  | Шманін Максим Вікторович («Плацкарт»)       |                                           | 29.10.2022    | поблизу Вугледара    |
| 2.  | Солодовніков Володимир («Крейзі»)           |                                           | 15.03.2023    | поблизу Вугледара    |
| 3.  | Семенов Микола Валерійович                  |                                           | 06.05.2023    | поблизу Вугледара    |
| 4.  | Гришанов Олексій Васильович                 | командир взводу БПЛА                      | 10.08.2023    | Бахмутський напрямок |
| 5.  | Ігнатов Дмитро(«Сухарь»)                    | санінструктор                             | 20.08.2023    | Бахмутський напрямок |
| 6.  | Лічманов Олексій Олександрович              | оператор БПЛА                             | 29.09.2023    | Бахмутський напрямок |
| 7.  | Єгоров Дмитро («Стіч»)                      | командир розвідувально-диверсійної групи  | 30.09.2023    |                      |
| 8.  | Краснопьоров Ілля («Блідний»)               | командир штурмового відділення            | 06.12.2023    | Бахмутський напрямок |
| 9.  | Добровольський Сергій («Цирковий»)          | керівник кінологічної служби «Еспаньйоли» | 10.12.2023    |                      |
| 10. | Субботін В'ячеслав Валерійович («Вихідний») | начальник розвідки бригади                | 03.03.2024    |                      |
| 11. | Строков Євген («Дністер»)                   |                                           | 19.04.2024    |                      |
| 12. | Літасов Роман Ігоревич («Літагор»)          |                                           | 19.05.2024    | Часів Яр             |
| 13. | Богдан Роман Сергійович («Грузо»)           |                                           | 14.07.2024    | Часів Яр             |
| 14. | Симонов Георгій Дмитривоч («Ромей»)         | боєць штурмового підрозділу «Русь»        | 14.07.2024    | Часів Яр             |
| 15. | Бережний Сергій Сергійович («Штурм»)        |                                           | 15.07.2024    | Часів Яр             |
| 16. | Костригін Василь Олександрович («Грінч»)    |                                           | 15.07.2024    | Часів Яр             |
| 17. | Казаку Вадим Валерійович («Козак»)          | боєць інженерно-саперного підрозділу      | 28.09.2024    | Часів Яр             |
| 18. | Апаньков Павло Олександрович («Жартівник»)  | заступник командира снайперського взводу  | 17.10.2024    | Часів Яр             |
| 19. | Бублик Григорій Дементійович («Гріх»)       |                                           | до 17.11.2024 | Часів Яр             |
| 20. | Магомед Бучаєв                              | пропагандист Russia Today                 | 17.11.2024    | Часів Яр             |